# たつの市コミュニティバス
たつの市コミュニティバスは、兵庫県たつの市内で運行しているコミュニティバス。
市町合併前の旧龍野市・新宮町・揖保川町・御津町で運行されていた5種類のコミュニティバスを引き継いだ総称であり、運行はウイング神姫に委託されている。
かつては下記のように地域の隅々まで走っていたが、2017年（平成29年）1月から4月にかけて運行ルートが激減し、揖保川沿いを南北に走る「播磨新宮駅 - 本竜野駅 - 竜野駅 - 新舞子荘」のルートだけになった。

## 概要
- 運賃は100円。小学生以下は無料。
- 1日乗車券を300円で発売している。バス車内で購入できる。
- 2017年（平成29年）10月2日より、神姫バス発行のICカード乗車券NicoPaをはじめとする全国交通系ICカード乗車券が使用できるようになった。

## 路線

### 2017年4月3日 - 現在
時刻表・路線図
しんぐう総合センター - 播磨新宮駅 - （T4のみ龍野北高等学校前） - 東觜崎南 - 龍野東中学校前 - 本竜野駅
【T1　兵庫県龍野庁舎前〜市役所前】
【T2　日山経由】
【T3　はつらつセンター〜市役所前】
野田橋 - 揖保川総合支所 - 竜野駅前 - 河内中央 - 市民病院 - 御津文化センター（御津総合支所） - 御津小学校前 - 新舞子荘

### 2017年3月31日まで運行

#### 南北連結コミュニティバス「さくら」
- 路線図・時刻表[リンク切れ]

しんぐう総合センター - 播磨新宮駅 - 東觜崎南 - 龍野東中学校前 - 本竜野駅 - 兵庫県龍野庁舎前 - 市役所前 - 野田橋 - 揖保川総合支所 - 竜野駅前 - 河内中央 - 御津病院 - 御津文化センター（御津総合支所） - 御津小学校前 - 新舞子荘

#### 龍野地域コミュニティバス「赤とんぼ」
- 路線図・時刻表[リンク切れ]
  - 龍野Aルート
  - 龍野Bルート
  - 龍野Cルート
  - 龍野庁舎ルート
  - 龍野揖西ルート
  - 龍野揖保ルート
  - 龍野誉田右ルート
  - 龍野誉田左ルート
  - 龍野神岡ルート

#### 新宮地域コミュニティバス「わかあゆ」
- 路線図・時刻表[リンク切れ]
  - 新宮Aコース
  - 新宮Bコース
  - 新宮Cコース
  - 新宮Dコース

#### 揖保川地域コミュニティバス「あいあい」
- 路線図・時刻表[リンク切れ]
  - 揖保川Aコース
  - 揖保川Bコース
  - 揖保川Cコース
  - 揖保川Dコース

#### 御津地域コミュニティバス「るーぷらいん丸」
- 路線図・時刻表[リンク切れ]
  - 御津Aコース
  - 御津Bコース

### 2017年1月7日まで運行

#### 新宮地域コミュニティバス「わかあゆ」
- 路線図・時刻表[リンク切れ]
  - 新宮Aコース
  - 新宮Bコース
  - 新宮Cコース
  - 新宮Dコース

#### 御津地域コミュニティバス「るーぷらいん丸」
- 路線図・時刻表[リンク切れ]
  - 御津Aコース
  - 御津Bコース

## 市民乗り合いタクシー「あかねちゃん」
2017年（平成29年）1月10日から新宮地域・御津地域で、4月3日からはたつの市全域で運行開始。コミュニティバスとは異なり利用できるのはたつの市民限定で、市役所へ個人情報を登録し、予約制で、1乗車400円となったが、便数が増し、従来のバス停のほか公共施設などにも立ち寄るなどの改善も見られる。
なお、御津地域に限り、たつの市民以外も市役所への登録で利用できる。

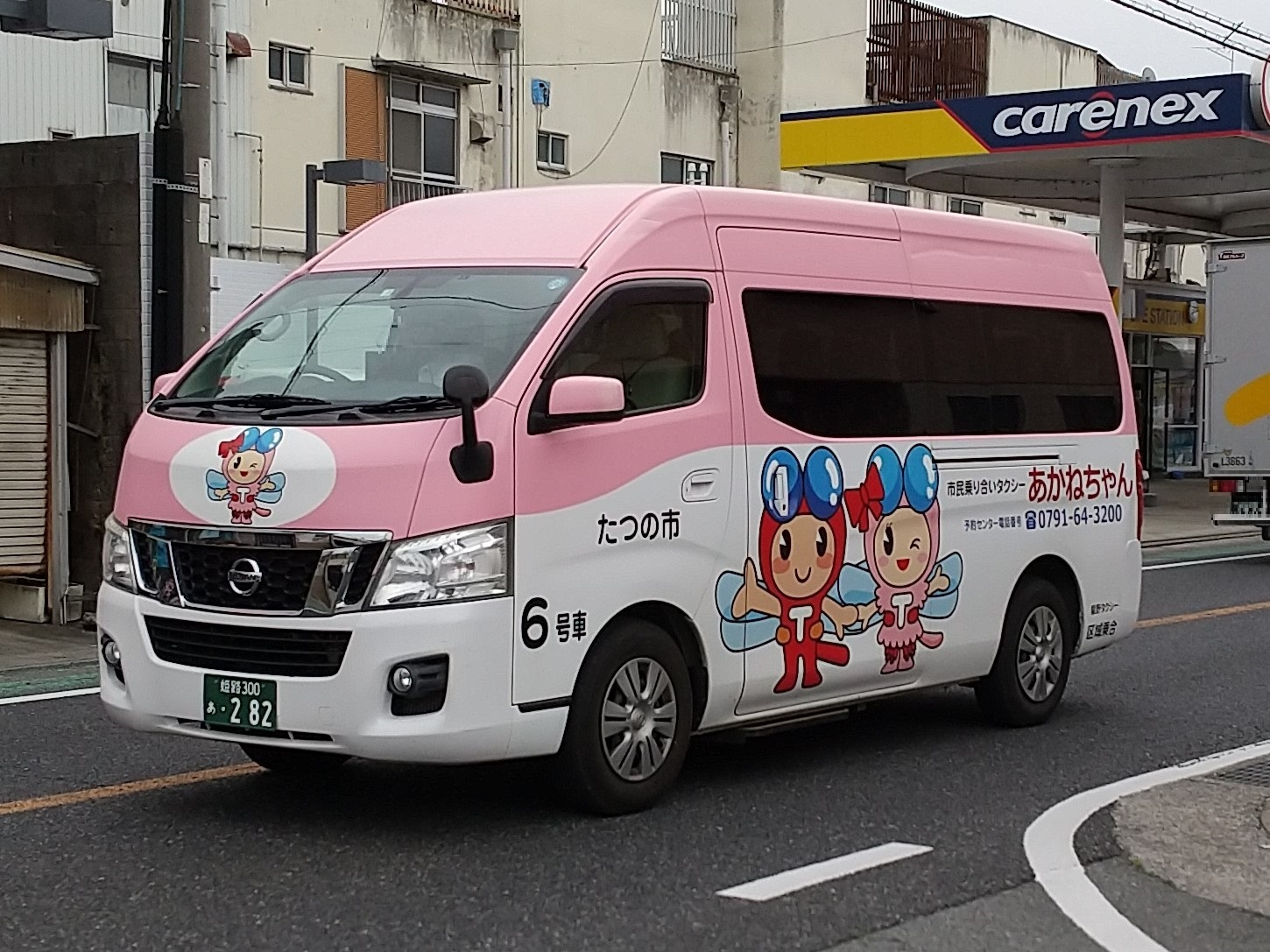
市民乗り合いタクシー「あかねちゃん」